# ラディカル・リフォーメーション
ラディカル・リフォーメーション（The Radical Reformation）とは宗教改革における急進派を指す呼称。16世紀に、ローマ教皇を中心とするカトリック教会の堕落に抗議してプロテスタントの宗教改革が起こされる中で、ラディカル（急進派）に過ぎ、カトリック教会からだけでなく、マルティン・ルター等のプロテスタント主流からも堕落しているとみなされた運動を指す。
ラディカル・リフォーメーションは、ドイツとスイスに始まり、その中には急進的・過激なグループもあらわれた。宗教改革急進派（しゅうきょうかいかくきゅうしんは）とも訳される。かつては熱狂主義者（シュヴェルマー）と呼んで非難され、反宗教改革的なものとされた。ラディカル・リフォーメーションの語は近年のものである。
当時カトリック教会もプロテスタント教会もこれを認めなかったので、ヨーロッパにおいては少数派であるが、脱出して向かったアメリカ合衆国には文献が多い。

## 分類
渡辺信夫による分類。「福音的」といわれる急進派とそうでないものとを区別することは最小限必要である。」としている。
1. ドイツ農民戦争　社会変革 トーマス・ミュンツァー
2. アナバプテスト　スイスにはじまるフッタライト、メノナイト
3. スピリチュアリズム　神秘主義のセクト
4. 自由主義思想家　反三位一体であり、キリスト教でも宗教改革でもない。

## 後継者
アナバプテストの後継者がメノナイト、アーミッシュ、フッタライトら、またはランドマーク派バプテスト教会である。
メノナイトらは歴史的平和教会と呼ばれ、絶対平和主義をとる。渡辺信夫はメノナイトを福音的と認めている。

## 系統図
他のプロテスタントの教派を含んだ系統図である。表の上がラディカル・リフォーメーション。ただし、アナバプテスト系でランドマーク・バプテストのようにプロテスタントを自称しないグループもある。

プロテスタント諸教派（聖公会、アナバプテストを含む）の系統概略